# هنري كامبل بانرمان
هنري كامبل بانرمان (بالإنجليزية: Henry Campbell-Bannerman)‏، (7 سبتمبر 1836-22 أبريل 1908)، هو رجل دولة بريطاني وسياسي ليبرالي، تولى رئاسة الوزراء في المملكة المتحدة من 1905 إلى 1908، وكان قائدًا للحزب الليبرالي من 1899 إلى 1908. شغل أيضًا منصب وزير الدولة لشؤون الحرب مرتين في مجلس وزراء كل من حكومتي غلادستون وروزبيري. كان أول لورد للخزينة يُطلق عليه رسميًا «رئيس الوزراء». لم يُستخدم هذا المصطلح رسميًا إلا بعد خمسة أيام من توليه منصبه. هو الشخص الوحيد حتى الآن الذي شغل منصبي رئيس الوزراء ورئيس المجلس في نفس الوقت.
لُقب بالعامية باسم «سي بي»، وكان يؤمن إيمانًا راسخًا بالتجارة الحرة وحركة إيريش هوم رول (الحكم الذاتي لأيرلندا) وتحسين الظروف الاجتماعية. وصفه المؤرخ أندرو جيمس أنتوني موريس في قاموس أكسفورد للسير الوطنية بأنه «رئيس الوزراء البريطاني الراديكالي الأول والوحيد». بعد الخسارة في الانتخابات العامة عام 1900، واصل كامبل بانرمان قيادة الحزب الليبرالي ليُحقق فوزًا ساحقًا على حزب المحافظين في الانتخابات العامة عام 1906، وهي الانتخابات الأخيرة التي حصل فيها الليبراليون على أغلبية عظمى في مجلس العموم. وضعت الحكومة التي ترأّسها لاحقًا تشريعات لضمان عدم تحمل نقابات العمال مسؤولية الأضرار التي لحقت بها في أثناء الإضراب عن العمل، وقدمت وجبات مدرسيةً مجانيةً لجميع الأطفال، ووكلت السلطات المحلية بشراء الأراضي الزراعية من أصحاب الأراضي الخاصة. استقال كامبل بانرمان من منصب رئيس الوزراء في أبريل عام 1908 بسبب سوء وضعه الصحي، واستلم مكانه مستشاره هيريرتر هينري أسكويث. توفي بانرمان بعد 19 يومًا.

## حياته الشخصية وعائلته
ولد هنري ك بانرمان في 7 سبتمبر 1836 في منطقة كلفينسايد هاوس في مدينة غلاسكو باسم هنري كامبل، وهو الابن الثاني والأصغر من بين الأطفال الستة الذين ولدوا للسيد جيمس كامبل من منطقة ستراكاثرو (1790-1876) وزوجته جانيت بانرمان (1799- 1873).  بدأ السيد جيمس كامبل العمل في سن مبكرة في تجارة الملابس في غلاسكو، وذلك قبل دخوله في شراكة مع أخيه عام 1817 لتأسيس شركة جي. & دبليو. كامبل، وهي شركة تختص بتخزين الألبسة وتجارتها العامة بالجملة والتجزئة. انتُخب السيد جيمس عضوًا في مجلس مدينة غلاسكو عام 1831 وترشح لاستلام منصب المحافظ عن دائرة غلاسكو في الانتخابات العامة التي أُجريت في عامي 1837 و 1841، قبل أن يُعين في منصب الحاكم الأعلى لغلاسكو من عام 1840 إلى عام 1843.
شغل الشقيق الأكبر لهنري، جيمس أليكساندر كامبل، منصب عضو محافظ في البرلمان في جامعتي غلاسكو وأبردين من عام 1880 إلى عام 1906، وكان معارضًا لغالبية سياسات أخيه الأصغر، واختار أن ينسحب من الانتخابات التي من شأنها أن توصل كامبل بانرمان إلى السلطة.
تلقى بانرمان تعليمه في الثانوية العامة في غلاسكو بين عامي 1845 و 1847، وفي جامعة غلاسكو بين عامي 1851 و 1853، وفي كلية الثالوث في جامعة كامبريدج بين عامي 1854 و 1858، إذ حصل فيها على درجة من المستوى الثالث في الدراسات الكلاسيكية (دراسة العصور الكلاسيكية القديمة). بعد تخرجه، التحق بالشركة العائلية جي & دبليو في مقرها الكائن في شارع إنجرام في غلاسكو. أصبح كامبل شريكًا في الشركة عام 1860. حصل أيضًا على رتبة ملازم في فيلق لاناركشاير رايفل 53 للمتطوعين، الذي جُنّد فيه موظفو الشركة، ورُقّي لاحقًا إلى رتبة نقيب في عام 1867. بعد زواجه عام 1860 من سارة شارلوت بروس، سكنا معًا في منزل يقع في حدائق كليرمونت الستة في منطقة بارك في مقاطعة ويست إند في غلاسكو.
في عام 1871، أصبح اسمه هنري كامبل بانرمان، إذ كان إضافة لقب بانرمان شرطًا مطلوبًا أراده عمه هنري بانرمان، الذي ورث منه ملكية فندق هونتون (قصر هونتون حاليًا) في قرية هونتون في مقاطعة كنت عام 1871.  بينما كانت إحدى العمات تقيم في قصر هونتون، كانت عائلة كامبل بانرمان تعيش في أماكن أخرى مثل منزل جينينجز بارك الذي كان بمثابة مقر إقامتهم في البلاد، ولم يغادروه حتى عام 1887.  سكنت العائلة في فندق هونتون لأول مرة عام 1894.
لم يكن كامبل راضيًا عن اسمه «الطويل القبيح»، فطلب من أصدقائه مناداته باسم «سي بي» بدلًا منه.  لم يحظَ الزوجان بأطفال. كان سي بي وشارلوت زوجين مقربين طوال فترة زواجهما، فقد ذُكر على لسان أحد المؤرخين أنهما تشاركا «كل فكرة وكل لحظة ممكنة». يُقال إنهما كانا محبين للأكل كثيرًا، وبلغ وزن كل منهما نحو 20 ستونًا (ما يعادل 130 كيلوجرامًا، 280 رطلًا) في السنوات التالية.
تحدث كامبل بانرمان الفرنسية والألمانية والإيطالية بطلاقة، وكان يقضي شهرين مع زوجته في أوروبا كل صيف، عادةً في فرنسا وفي بلدة مارينباد المشهورة بينابيعها المعدنية في بوهيميا. قدّر سي بي الثقافة الفرنسية كثيرًا، وكان محبًا لروايات الروائي الفرنسي أناتول فرانس على نحو خاص. 

## عضو في البرلمان

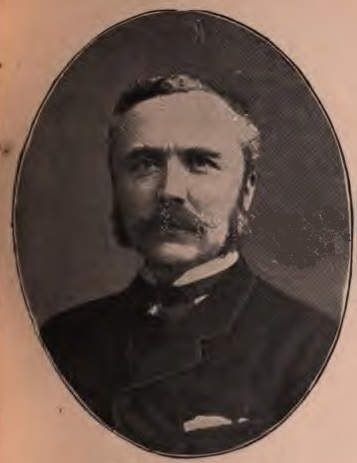
هنري كامبل بانرمان 1895

في أبريل عام 1868، وبسن 31، ترشح كامبل بانرمان عن الليبراليين في الانتخابات التكميلية لدائرة ستيرلنغ بورغ، وخسر بفارق بسيط أمام زميله الليبرالي جون رامزي، لكن في الانتخابات العامة في نوفمبر من نفس العام، استطاع كامبل بانرمان هزيمة رامزي، وانتُخب في مجلس العموم عضوًا ليبراليًا في البرلمان عن دائرة ستيرلنغ بورغ، وهي دائرة انتخابية مثلها مدة 40 عامًا تقريبًا.
ارتقى كامبل بانرمان بسرعة في استلامه للرتب الوزارية، إذ عُيّن في منصب أمين المالية لمكتب الشؤون الحربية في حكومة غلادستون الأولى في شهر نوفمبر من عام 1871، وشغل هذا المنصب حتى عام 1874 تحت قيادة إدوارد كاردويل وزير الدولة للشؤون الحربية، وعندما رُقّي كاردويل إلى رتبة نبيل، أصبح كامبل بانرمان المتحدث الأعلى والرئيس باسم الحكومة الليبرالية في شؤون الدفاع في مجلس العموم. عُيّن في نفس المنصب من عام 1880 حتى عام 1882 في حكومة غلادستون الثانية، وبعد أن شغل منصب الوزير البرلماني والمالي للأميرالية بين عامي 1882 و 1884، رُقّي كامبل بانرمان إلى مجلس الوزراء ليشغل منصب الأمين الرئيس لأيرلندا عام 1884.
تولى منصب وزير الدولة للشؤون الحربية في حكومتي غلادستون الثالثة والرابعة في عام 1886 وبين عامي 1892 و 1894 على الترتيب، وكذلك في حكومة أرشيبالد بريمروز من 1894 إلى 1895. في أثناء الفترة التي قضاها في هذا المنصب، جرّب تطبيق نظام العمل اليومي مدة 8 ساعات على العاملين في مصنع وولويتش للذخائر الحربية. أظهرت نتائج التجربة عدم وجود خسارة في الإنتاج، ما دفع كامبل بانرمان إلى تطبيق نظام العمل لثماني ساعات في اليوم على قسم الملابس التابع للجيش.
أقنع بانرمان دوق كامبريدج، ابن عم الملكة، بالاستقالة من منصب رئيس الأركان العامة للقوات المسلحة البريطانية. وهذا ما منحه لقب الفروسية. في عام 1895، تسبب كامبل دون قصده في سقوط وزارة روزبيري، وذلك عندما خسرت حكومة إيرل تصويتًا على تعامل سي بي مع احتياطات الكوردايت (وهي المادة الدافعة المستعملة في القذائف الصاروخية والمدافع والأسلحة النارية). طالب أعضاء البرلمان الاتحاديون -وعلى نحو غير متوقع- بسحب الثقة من الحكومة ونجحوا في ذلك، ما أدى إلى استقالة روزبيري وعودة اللورد ساليسبوري إلى السلطة. في عام 1895، ضغط كامبل بقوة لتعيينه رئيسًا لمجلس العموم، ويعود ذلك جزئيًا لسعيه إلى دور أقل إرهاقًا وتوترًا في الحياة العامة. رفض روزبيري ذلك، ودعمه مستشار الخزانة ويليام هاركوت، وذلك لأن كامبل بانرمان كان بنظرهم شخصًا لا غنى عنه في الفريق الحكومي في المجلس الأدنى.

## وصلات خارجية
- هنري كامبل بانرمان على موقع IMDb (الإنجليزية)
- هنري كامبل بانرمان على موقع الموسوعة البريطانية (الإنجليزية)
- هنري كامبل بانرمان على موقع إن إن دي بي (الإنجليزية)